# Encyclia calderoniae
Encyclia calderoniae är en orkidéart som beskrevs av Soto Arenas. Encyclia calderoniae ingår i släktet Encyclia och familjen orkidéer. Inga underarter finns listade i Catalogue of Life.